# Taeniopygia bichenovii
El diamante de Bichenov (Taeniopygia bichenovii) es una especie de ave paseriforme de la familia Estrildidae propia de Australia.
Se conocen dos subespecies del diamante de Bichenov: Taeniopygia bichenovii bichenovii y Taeniopygia bichenovii annulosa.

## Características físicas
La longitud de esta ave, desde el pico a la punta de las plumas caudales, no supera los 10 cm. 
El color de su plumaje, sin ser de las brillantes tonalidades que poseen otros estríldidos (Estrildidae), es bastante agradable a la vista. La cara, en la zona de las mejillas, es de una cromía blanquecina, donde resalta el negro de sus ojos. Ambas mejillas se encuentran encarcadas por una delgada línea negra. La parte superior de la cabeza, el lomo y el extremo superior externo de las alas son de un pardo claro. Las alas rematan en un tono castaño oscuro con una multiplicidad de pequeñas manchas blancas. El pecho, debajo del collar negro que enmarca el rostro (antes descrito), es de color marfileño, separado del abdomen, apenas más oscuro, por una nueva delgada línea negra. Las plumas de la cola son de un marrón muy oscuro.

## Dimorfismo sexual
Las diferencias sexuales entre especímenes del diamante de Bichenov no son claras al ojo inexperto. Por lo general, las líneas del plumaje de los machos presentan una demarcación mucho más nítida que en el caso de las hembras.
Otra diferencia entre los sexos es que, al igual que en otros estríldidos, como el diamante mandarín, solo los individuos de género masculino practican el canto.

## Carácter
Se trata de una especie de un carácter sumamente pacífico, tanto con otros diamantes de Bichenov, como con otras aves que comparten su hábitat. Esta conducta, común durante todo el transcurso del año, solamente se ve afectada en período de cortejo, reproducción y crianza de pichones, donde la pareja de padres no tolerará que nadie se acerque a su nidada.

## El diamante de Bichenov como mascota
Por su carácter pacífico y la sobria y delicada belleza de su plumaje, el diamante de Bichenov es una mascota bastante frecuente en las casas de los amantes de las aves, aunque, obviamente, carece de la popularidad que sí tienen otras especies, como el canario, el jilguero y el ruiseñor. 
Aceptan el mantenimiento dentro de jaulas de reducidas dimensiones, siendo conveniente mantenerlos en grupos compuestos por parejas, sin llegar a hacinar a los individuos.
También resulta prudente mantenerlos, durante el invierno, en ambientes internos, ya que, aunque toleran bastante bien el clima frío, se trata de una especie propia de climas tropicales y subtropicales.

## Cría
Como otros estríldidos (diamante mandarín, diamante de Gould, manón, padda), crían con facilidad en cautiverio.
Dado el cambio de carácter, anteriormente mencionado, que estos pájaros tienen durante la etapa de reproducción, puesta y crianza, volviéndose agresivos, es recomendable separar al casal (o pareja) en una jaula al margen del resto de aves del criador.
Debe proveérseles de un nido caja de entre diez y quince centímetros por lado, a la vez que se les suministra abundante material con el que acondicionar el nido (resulta, a tal fin, apropiado el heno y el pelo de animales).
La hembra hará una puesta con una media que oscilará entre los cuatro y cinco huevos. Los mismos serán incubados por ambos padres por un lapso de dos semanas, al cabo de las cuales nacerán los polluelos, completamente pelados y ciegos.
En este período, es importante que el criador añada a la dieta habitual de los progenitores (mezcla de semillas para la alimentación de aves exóticas, conseguible en cualquier tienda de mascotas), una buena ración de alimento vivo (que se obtiene en los mismos puestos de venta).
El emplume definitivo de las crías se produce a partir de la tercera semana de vida. La librea característica de los adultos la alcanzan al cumplir los tres meses.